# Zapatystowska Armia Wyzwolenia Narodowego

Flaga EZLN

Zapatystowska Armia Wyzwolenia Narodowego (hiszp. Ejército Zapatista de Liberación Nacional, EZLN) – ruch rewolucyjny powstały dla ochrony interesów rdzennych mieszkańców Meksyku.

## Nazwa
Termin „zapatystowska” wywodzi się od nazwiska historycznego chłopskiego lidera Emiliana Zapaty, którego EZLN obrała za swojego patrona. Aktywiści ruchu określani są jako „zapatyści“.

## Historia
Została założona przez społeczność indiańską stanu Chiapas w 1983 roku. Pierwotnie pełniła funkcję samoobrony, która miała chronić ludność przed uzbrojonymi bandami, zatrudnianymi przez właścicieli ziemskich. Międzynarodową sławę EZLN przyniosła rebelia zapoczątkowana 1 stycznia 1994 roku. Od 2 do 5 tysięcy rebeliantów zajęło wtedy największe miasta Chiapas: San Cristóbal de las Casas, Altamirano, Las Margaritas i Ocosingo. Powstańcy zdołali utrzymać kontrolę nad nimi przez kilka godzin, następnie zostali oni wyparci na tereny leśne. W walkach zginęło po kilkadziesiąt osób z grona partyzantów, wojska i cywilów, prawdopodobnie kilkudziesięciu pojmanych partyzantów zostało rozstrzelanych przez wojsko. 
12 stycznia 1994 roku rozpoczęły się rozmowy pokojowe pomiędzy EZLN a rządem. 27 stycznia reprezentanci obu stron podpisali porozumienie o zawieszeniu broni i zwolnieniu jeńców. 

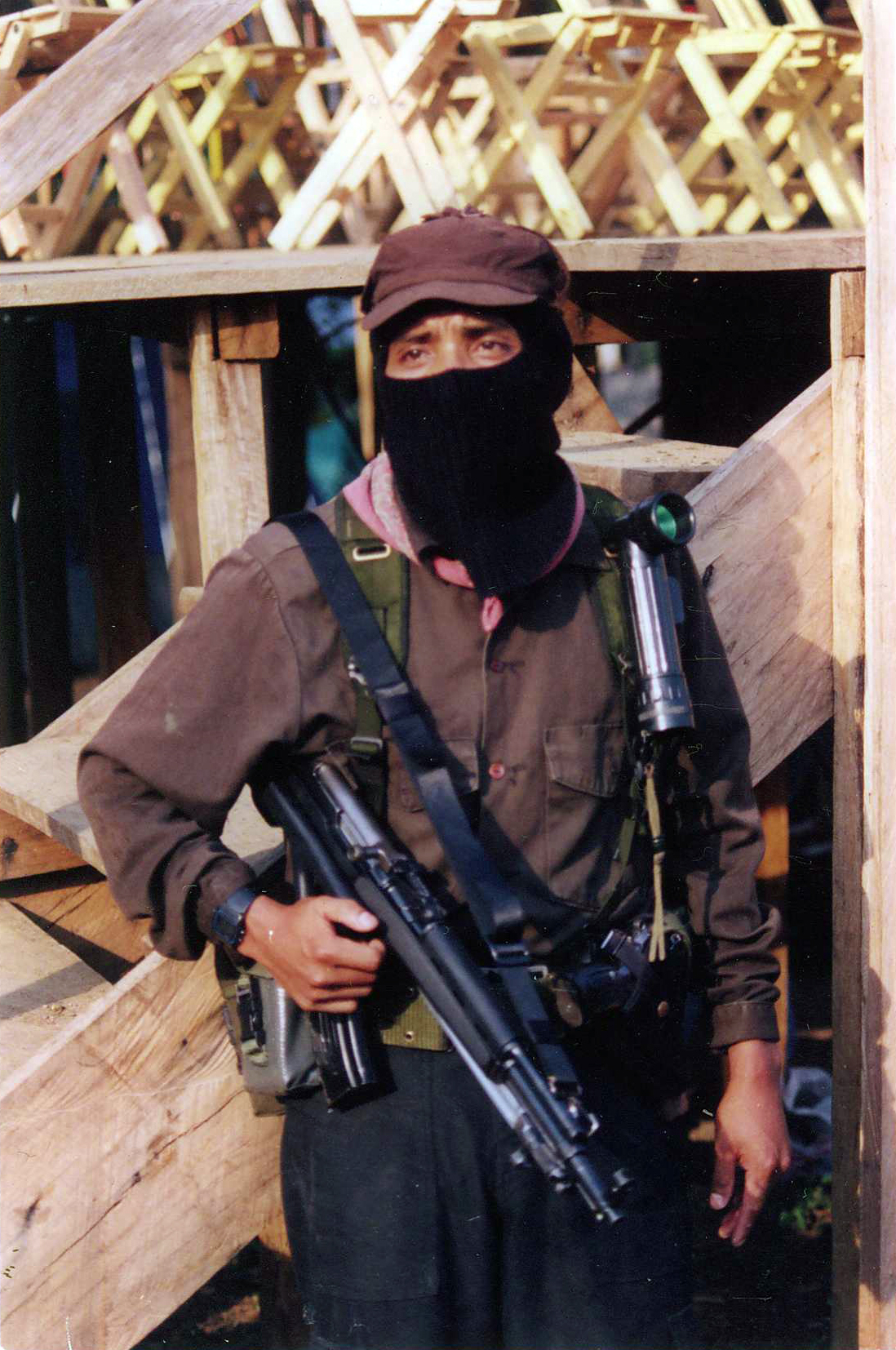
Uzbrojony zapatysta w 1999 roku

W lutym 1995 roku siły bezpieczeństwa podjęły się nieudanej próby schwytania dowódców EZLN. Operacja wywołała protesty społeczne – na ulice miast Chiapas wyszło 100 tysięcy zwolenników zapatystów. W marcu parlament Meksyku przyjął prawo, ułatwiające załagodzenie konfliktu i wznowienie rozmów z powstańcami. Powstała specjalna komisja, mająca wspierać proces pokojowy. Trwające miesiącami negocjacje były wielokrotnie zrywane i wznawiane. 
W lutym 1996 roku przedstawiciele EZLN i rządu podpisali w San Andrés porozumienie przyznające Indianom autonomię. Postanowienia umowy nie zostały przez rząd zrealizowane, co doprowadziło do ponownego wybuchu walk. 22-23 grudnia 1997 roku wspierana przez rząd grupa paramilitarna zmasakrowała wieś Acteal. Zginęło 43-45 cywilów.
W połowie 1998 roku wytyczono granicę między siłami rządowymi a zapatystami. Od tego czasu EZLN częściowo zdemobilizowała się. W lutym 2001 roku członkowie ruchu apelowali w Kongresie o realną autonomię dla ludności tubylczej. W kwietniu tego samego roku wprowadzono ustawę dotyczącą uznania praw Indian. Nie spełniła ona jednak oczekiwań zapatystów. Rozczarowani zapatyści zdecydowali się na wprowadzenie porozumień z San Andrés metodą faktów dokonanych. Równocześnie zawiesili oni rozmowy z rządem i odrzucili władzę państwa. EZLN utworzył strefy autonomiczne, które de facto uznane zostały przez rząd. Pod faktyczną władzą EZLN znalazło się około 100 tysięcy ludzi.

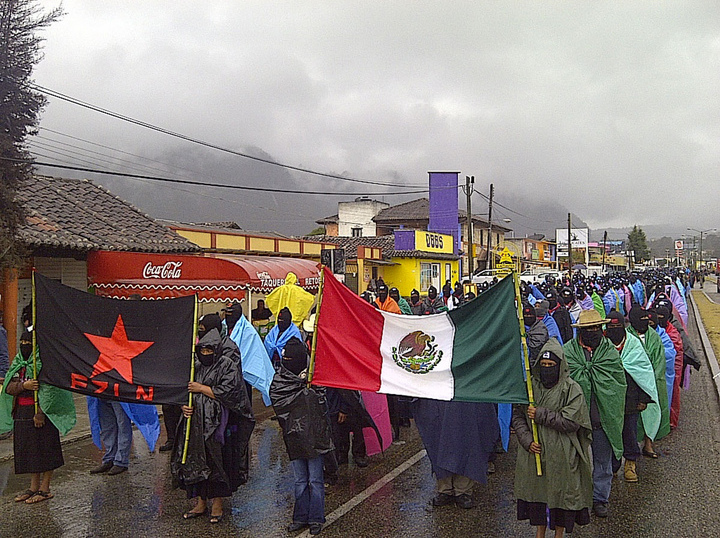
Marsz aktywistów EZLN w 2012 roku

Do dzisiaj trwają walki pomiędzy zapatystami a siłami paramilitarnymi wspieranymi przez lokalną administrację. Od 1994 roku w konflikcie w Chiapas ginie około 100 osób rocznie.
Ruch formalnie nie posiada przywódcy. Za nieformalnego lidera EZLN uchodził Rafael Guillén Vicente znany szerzej pod pseudonimem Subcomandante Marcos, a od 2014 roku funkcjonujący jako Subcomandante Galeano. W 2013 roku Marcos przekazał władzę nad EZLN Subcomandante Moisésowi.

## Ideologia
Początkowo miała charakter marksistowski, obecnie doktryna EZLN jest synkretyczną mieszanką socjalizmu, teologii wyzwolenia i wolnościowego municypalizmu. 
Zapatyści nie są rebeliantami w tradycyjnym ujęciu tego słowa, nie dążą do przejęcia władzy w kraju. Jak sami deklarują, są ruchem protestu przeciwko strukturze, która umożliwiła dominację korporacji międzynarodowych. 
Wśród żądań zapatystów znajdują się postulaty przyznania autonomii rdzennej ludności, wprowadzenia demokracji bezpośredniej i rezygnacji z neoliberalizmu.